# Balan (Ain)
Balan és un municipi francès situat al departament de l'Ain i a la regió d'Alvèrnia-Roine-Alps. L'any 2007 tenia 2.347 habitants.

## Demografia

### Població
El 2007 la població de fet de Balan era de 2.347 persones. Hi havia 558 famílies de les quals 112 eren unipersonals (76 homes vivint sols i 36 dones vivint soles), 183 parelles sense fills, 243 parelles amb fills i 20 famílies monoparentals amb fills.
La població ha evolucionat segons el següent gràfic:
Habitants censats

### Habitatges
El 2007 hi havia 588 habitatges, 562 eren l'habitatge principal de la família, 5 eren segones residències i 21 estaven desocupats. 501 eren cases i 75 eren apartaments. Dels 562 habitatges principals, 420 estaven ocupats pels seus propietaris, 118 estaven llogats i ocupats pels llogaters i 24 estaven cedits a títol gratuït; 21 tenien una cambra, 30 en tenien dues, 55 en tenien tres, 139 en tenien quatre i 317 en tenien cinc o més. 498 habitatges disposaven pel capbaix d'una plaça de pàrquing. A 204 habitatges hi havia un automòbil i a 331 n'hi havia dos o més.

### Piràmide de població
La piràmide de població per edats i sexe el 2009 era:
| Homes | Edats   | Dones |
| ----- | ------- | ----- |
| 0     | 95 o +  | 0     |
| 0     | 90 a 94 | 0     |
| 8     | 85 a 89 | 8     |
| 0     | 80 a 84 | 4     |
| 4     | 75 a 79 | 20    |
| 16    | 70 a 74 | 16    |
| 24    | 65 a 69 | 16    |
| 28    | 60 a 64 | 24    |
| 20    | 55 a 59 | 32    |
| 72    | 50 a 54 | 56    |
| 44    | 45 a 49 | 60    |
| 64    | 40 a 44 | 60    |
| 72    | 35 a 39 | 76    |
| 52    | 30 a 34 | 68    |
| 68    | 25 a 29 | 40    |
| 100   | 20 a 24 | 28    |
| 36    | 15 a 19 | 64    |
| 56    | 10 a 14 | 64    |
| 64    | 5 a 9   | 60    |
| 44    | 0 a 4   | 36    |

## Economia
El 2007 la població en edat de treballar era de 1.872 persones, 1.636 eren actives i 236 eren inactives. De les 1.636 persones actives 1.587 estaven ocupades (1.158 homes i 429 dones) i 50 estaven aturades (17 homes i 33 dones). De les 236 persones inactives 93 estaven jubilades, 86 estaven estudiant i 57 estaven classificades com a «altres inactius».

### Ingressos
El 2009 a Balan hi havia 512 unitats fiscals que integraven 1.434,5 persones, la mediana anual d'ingressos fiscals per persona era de 21.147 €.

### Activitats econòmiques
Dels 84 establiments que hi havia el 2007, 2 eren d'empreses extractives, 1 d'una empresa alimentària, 2 d'empreses de fabricació de material elèctric, 8 d'empreses de fabricació d'altres productes industrials, 11 d'empreses de construcció, 23 d'empreses de comerç i reparació d'automòbils, 4 d'empreses de transport, 7 d'empreses d'hostatgeria i restauració, 4 d'empreses financeres, 7 d'empreses immobiliàries, 7 d'empreses de serveis, 6 d'entitats de l'administració pública i 2 d'empreses classificades com a «altres activitats de serveis».
Dels 24 establiments de servei als particulars que hi havia el 2009, 8 eren tallers de reparació d'automòbils i de material agrícola, 1 paleta, 2 guixaires pintors, 6 fusteries, 1 lampisteria i 6 restaurants.
Dels 4 establiments comercials que hi havia el 2009, 1 era una botiga de més de 120 m², 1 una botiga de menys de 120 m², 1 una botiga de roba i 1 una botiga de material de revestiment de parets i terra.
L'any 2000 a Balan hi havia 8 explotacions agrícoles.

## Equipaments sanitaris i escolars
El 2009 hi havia 1 escola maternal i 1 escola elemental.

## Poblacions més properes
El següent diagrama mostra les poblacions més properes.